# Liverpool Underwriters' Association

Report of the Committee of the Underwriters of Liverpool, 1813 (Milano, Fondazione Mansutti).

La Liverpool Underwriters' Association è stata un'associazione di categoria britannica.
L'associazione fu fondata l'8 gennaio 1802 con un'assemblea pubblica tenuta presso la Exchange Coffee Room di Liverpool. Essa riuniva underwriters, broker assicurativi, armatori e mercanti di Liverpool. L'associazione fu la prima del suo genere istituita in Inghilterra.
Ad oggi sopravvive all'interno della International Underwriting Association, che raccoglie gli assicuratori esterni alla Lloyd's di Londra.